# Печёров, Андрей Васильевич
Андрей Васильевич Печеров (родился 13 декабря 1937, село Вишнёвое Одесской области, теперь Подольского района Одесской области) — советский партийный деятель, председатель исполкома Одесского областного совета. Депутат Верховного Совета УССР 11-го созыва (с 1986 года), народный депутат Украины 1-го созыва. Кандидат в члены ЦК КПУ в 1986—1990 г.

## Биография
Родился в крестьянской семье.
В 1951—1955 г. — обучение в Ананьевском техникуме механизации сельского хозяйства Одесской области. В 1955—1960 г. — студент факультета механизации сельского хозяйства Украинской сельскохозяйственной академии, инженер-механик.
В 1960—1964 г. — механик, главный инженер совхоза «Семиполковський» Броварского района Киевской области.
В 1964 году стал членом КПСС.
В 1964—1966 г. — старший инженер отдела механизации Бориспольского специализированного треста овоще-молочных совхозов Киевской области. В 1966—1971 г. — начальник отдела механизации, главный инженер Дарницкого специализированного треста овоще-молочных совхозов Киевской области.
В 1971—1978 г. — 1-й заместитель председателя Киевского областного производственного объединения «Сельхозтехника». В 1978—1979 г. — 1-й заместитель председателя Киевского областного производственного объединения по производственно-техническому обеспечению сельского хозяйства Государственного комитета по производственно-техническому обеспечению сельского хозяйства УССР.
В 1979—1982 г. — начальник управления сельского хозяйства Киевского областного исполнительного комитета.
В 1982—1984 г. — слушатель Академии народного хозяйства при Совете Министров СССР, экономист.
В 1984—1985 г. — заместитель заведующего отделом сельского хозяйства и пищевой промышленности Одесского областного комитета КПУ.
В 1985 — заместитель председателя исполнительного комитета, председатель плановой комиссии Одесского областного Совета народных депутатов.
В сентябре 1985 — апреле 1990 г. — председатель исполнительного комитета Одесского областного Совета народных депутатов.
3 1990 — председатель Республиканского производственного объединения по агрохимическому обеспечению сельского хозяйства «Укрсельхозхимия». В 1995—1999 г. — советник Посольства Украины в Республике Молдова.

## Награды
- орден Трудового Красного Знамени
- орден Знак Почета
- медали
- Государственный служащий 1-го ранга (04.2001)